# 三岔河镇 (陆良县)
三岔河镇，是中华人民共和国云南省曲靖市陆良县下辖的一个镇。

## 行政区划
三岔河镇下辖以下地区：
三岔河社区、太平村、大咀子村、白岩村、棠梨村、刘良村、大坝村、寺脚村、罗依村、盘江村、沙沟村、清河村、太家头村、天宝寺村、万清村、杨家坝村、赵家沟村、黄家圩村、水阁村、大沟村、大马路村、摆羊河村、舟东村和三岔子村。